# Trichesthes vetula
Trichesthes vetula är en skalbaggsart som beskrevs av Horn 1887. Trichesthes vetula ingår i släktet Trichesthes och familjen Melolonthidae. Inga underarter finns listade i Catalogue of Life.